# تاریخ فلسطین تا آغاز قرن نوزدهم

## متون مقدس
در کتب مقدس یهودی در دورهٔ پیش از اسرائیل برای اشاره به این ناحیه کنعان به کار رفته و پس از آن از اسرائیل (ییسرائیل) استفاده شده‌است. نام سرزمین یهود نیز به همراه چندین عنوان شاعرانه مورد استفاده قرار گرفته‌است. سرزمین شیر و عسل،  سرزمینی که خداوند در آن برای تعیین شما برای پدرهایتان سوگند یاد کرده‌است، سرزمین مقدس، سرزمین خداوند و سرزمین موعود. در مورد سرزمین کنعان آمده‌است که شامل کل سرزمین لبنان می‌باشد. چنین به نظر می‌رسد که در این سرزمین پهناور قبیله‌های یهودی البته به همراه سایر گروه‌های قومی سکونت داشته‌اند.
وقایع چهار گاسپلز از کتاب مقدس مسیحی تماماً در سرزمین فلسطین اتفاق افتاده‌اند.
در قرآن، کلمهٔ سرزمین مقدس (در زبان عربی: الأرض المقدسة) حداقل هفت بار آمده‌است و یک بار زمانی است که موسی با قوم یهود به سوی آن خوانده شد: «ای قوم من! وارد سرزمین مقدسی شوید که خداوند برایتان مقرّر گردانیده و باز پس مروید بر پشتهایتان که زیانتان در آن است.»

## دورهٔ رومی
در نتیجهٔ اولین جنگ یهودیان-رومیان (۶۶–۷۳)، اورشلیم غارت شد؛ معبد دوم نابود شد؛ و تنها، دیوار غربی باقی‌ماند. در سال ۱۳۵، پس از سقوط شورش شورش یهود به رهبری بار کخبا در ۱۳۲، پادشاه روم هادریان اکثر یهودی‌ها را از سرزمین یهود بیرون راند و بنابراین بسیاری از یهودی‌ها در سامره و ایالت جلیل به سر می‌بردند. وی همچنین نام ناحیهٔ رومی یهود (اسرائیل) را به سوریه فلسطین تغییر داد. رومی‌ها همچنین برای ایجاد جنگ روانی سعی بر تغییر نام اورشلیم به آلیا کپیتولینا کردند که این نام جدید دوام نیافت. با گذشت زمان از نام سوریه فلسطین تنها فلسطین باقی‌ماند و در طول این مدت فلسطین به بخشی سیاسی و اجرایی در داخل قلمروی امپراتوری روم تبدیل شده بود.

## دوره بیزانس (امپراتوری روم شرقی)
در حدود سال ۳۹۰، فلسطین به سه ناحیه تقسیم شد: پلستینا پریما، سکوندا و تریتا (فلسطین اول، دوم و سوم). فلسطین اول شامل یهود، سامره، ساحل و پری بود که حاکم آن در کاساری زندگی می‌کرد. فلسطین دوم شامل ایالت جلیل، درجزریل پایینی، نواحی شرق ایالت جلیل و بخش غربی دکاپلیس سابق بود و حکومت آن در سایتوپلیس قرار داشت.  فلسطین سوم شامل نگو، اردن جنوبی که زمانی بخشی از ناحیه عرب بود و پیشتر ناحیهٔ سینا بود و پترا مقر حکومت آن بود. نام دیگر فلسطین سوم پلستینا سالوتاریس بود. این تقسیم‌بندی ناحیهٔ عرب را بخشی از اردن شمالی در شرق پری قرار داد. حکومت بیزانس بر فلسطین در زمان تصرف پارس‌ها در سال ۶۱۴ موقتاً خاتمه یافت و سپس بعد از ظهور اسلام در شبه جزیره عرب و فتح منطقه توسط نیروهای اسلام که در سال ۶۳۵ آغاز شد، حکومت آن‌ها بر این منطقه برای همیشه به پایان رسید.

## دورهٔ خلافت
حاکمان مسلمان ناحیهٔ الشام (عربی سوریه) را به پنج بخش تقسیم کردند. جند فلسطین (در عربی: به معنای ناحیهٔ نظامی فلسطین) شامل منطقه‌ای از سینا تا جنوب دشت آکر بود. با گذشت زمان این منطقه کوچکتر شده و به سینا محدود شد. رفح، کاسارا، غزه، جافا، نابلوس، اریحا، راملا و اورشلیم شهرهای اصلی بودند. در ابتدا شهر لده مرکز بود، اما در سال ۷۱۷ به شهر راملا تغییر یافت. (پس از زمانی طولانی و مدت‌ها بعد از پایان تقسیمبندی جندها، اورشلیم مرکز شد) اردن شامل ناحیهٔ شمال و شرق فلسطین بود. تیبراس، لجیو، ایکر، بیسان، و تایر شهرهای اصلی آن بودند و تیبریاس مرکز منطقه بود. چندین شورش سیاسی مختلف مجدداً این مرزها را چندین بار تغییر داد. پس از قرن ۱۰، تقسیم مناطق به جندها کم‌کم روبه زوال گذاشت و حملات ترک‌ها در دههٔ ۱۰۷۰ و سپس جنگ صلیبی اول این فرایند زوال را تکمیل کرد.

## دورهٔ مبارزان صلیبی
رجوع کنید به مقالات جنگ صلیبی و پادشاهی اورشلیم.

## دورهٔ مملوک
پس از کنترل دوبارهٔ مسلمانان بر فلسطین در قرن ۱۲ و ۱۳، تقسیم‌بندی نواحی دوباره انجام گرفت و در این مدت مرزها به سرعت تغییر می‌کردند. در ۱۲۶۳/۱۲۹۱ این کشور بخشی از قلمروی سلطان مملوک در مصر بود.
در اواخر قرن ۱۳، فلسطین در واقع شامل قسمت‌های بسیاری از نواحی شیخ‌نشین سوریه یعنی پادشاهی غزه (شامل آسکالن و هبران)، کراک (شامل جافا و لجیو)، سفاد (شامل سفاد، ایکر، سیدون و تایر) و بخش‌هایی از پادشاهی دمشق (در برخی دوره‌ها از جنوب تا اورشلیم) بود.
در اواسط قرن ۱۴، سوریه دوباره به پنج ناحیه نقسیم شد که از بین آن‌ها فلسطین شامل اورشلیم (مرکز آن)، راملا، آسکالن، حبرون و نابلس بود، در حالی که حوران شامل تیبریاس (مرکز) بود.

## دوره عثمانی
پس ازپیروزی عثمانی، این نام به عنوان نامی رسمی دیگر مورد استفاده نبود و دلیل این بود که ترک‌ها اغلب نواحی فرعی را با نام مرکز مشخص می‌کردند. این منطقه در سال ۱۵۱۶ جزئی از امپراتوری عثمانی شد و تا سال ۱۶۶۰ در واقع بخشی از  ویلایت (بخش) دمشق-سوریه محسوب می‌شد تا اینکه از ۷ مارس ۱۷۹۹ تا ژوئیه ۱۷۹۹ با اشغال جفا، حیفا و سکارا ارتباطش با دیگر نقاط قطع شد. در ۱۰ می۱۸۳۲ این منطقه یکی از نواحی ترکی بود که توسط محمد علی تصرف شده بود، اما در نوامبر ۱۸۴۰ دوباره تحت قرمانروایی مستقیم عثمانی قرار گرفت.
نام کهن همچنان توسط عموم و در موارد نیمه رسمی مورد استفاده قرار می‌گرفت. موارد بسیاری از استفاده از آن در طول سده‌های شانزدهم و هفدهم بر جای مانده‌است. در طول قرن نوزدهم، «دولت عثمانی در مکاتبات رسمی خود، از عبارت ارض فلسطین (سرزمین فلسطین) برای اشاره به ناحیه واقع در غرب رود اردن که در سال ۱۹۲۲ تحت فرمانروایی انگلستان فلسطین نامیده شد استفاده می‌کرد». اعراب تحصیل‌کرده، از عبارت فلسطین، برای اشاره به کل فلسطین یا بیت‌المقدس سنجاق یا تنها برای اشاره به منطقهٔ اطراف راملا استفاده می‌کردند.
سلطان عثمانی در سال ۱۸۷۶ در پاسخ به درخواست خاخام ژوزف نانتونک برای صدور اجازه اسکان یهودیان ضمن منع مهاجرت گسترده به فلسطین گفت «تقریباً تمام سرزمین‌های فلسطین اشغال شده، و استقلالی که نانتونک به دنبال آن است با اصول اجرایی کشور در تعارض است» و پس از آن نیز دولت عثمانی در سال‌های ۱۸۸۴، ۱۸۸۷، و ۱۸۸۸ احکامی علیه اسکان انبوه یهودیان صادر کرد. در سال ۱۸۸۲ شمار چشمگیری از یهودیان شروع به هجرت به سرزمین مقدس کردند و مزارع جمعی (کیبوتس) ایجاد کرده و سرانجام حومهٔ تل آویو را در سال ۱۹۰۹ به وجود آوردند، که بعدها در سال ۱۹۲۱ تبدیل به یک شهر شد. شمار یهودیان فلسطین که در سال ۱۷۰۰ تنها ۷٬۰۰۰ نفر بود تا سال ۱۹۰۰ به ۶۰٬۰۰۰ نفر رسید (جمعیت کل فلسطین در این سال ۵۰۰٬۰۰۰ نفر بود) که این امر به عقیده کارپات حاکی از آن است که «سیاست عثمانی مبنی بر اجازه به افراد برای مهاجرت و اسکان، و همزمان ممانعت از مهاجرت گروه‌های انبوه، با موفقیت همراه بوده‌است».
حکمرانی عثمانی بر منطقه تا زمان جنگ عظیم (جنگ جهانی اول) یعنی زمانی که عثمانی از آلمان و متحدانش جانبداری کرد ادامه یافت. در طول جنگ جهانی اول، همزمان با فروپاشی امپراطوری عثمانی، بریتانیا عثمانی را از بیشتر این مناطق به عقب راند. با پایان امپراطوری عثمانی، شمار یهودیان فلسطین به ۵۵٬۰۰۰ نفر کاهش یافت.